# Sommer-OL 1936
De olympiske lege 1936 blev afholdt i Berlin, selv om IOC var ret bekymret over nazisternes greb om Tyskland. Imidlertid havde vinter-OL i Garmisch-Partenkirchen tidligere på året været en succes, så Berlin fik lov til at afholde sommer-OL. Mange lande foreslog en boykot, men det blev ikke til noget. Dog var Spanien ikke med på grund af borgerkrigen.
Den absolutte stjerne i Berlin blev amerikanske Jesse Owens, der vandt fire guldmedaljer i alt i 100 m, 200 m, 4×100m stafet og længdespring.
Den yngste deltager i De olympiske lege 1936 var danskeren Inge Sørensen, der var 12 år og 22 dage. Trods den unge alder vandt hun en bronzemedalje i 200m brystsvømning og blev derved den yngste OL-medaljevinder gennem tiderne.
Det var i Berlin, at basketball og markhåndbold (udendørs med 11 spillere) blev spillet for første gang i OL-regi.
For andet OL i træk vandt Danmark ingen guldmedaljer.
Under anden verdenskrig blev OL aflyst. De næste lege blev derfor i London i 1948.

## Medaljetabel
Top 10
| Placering | Land                 | Guld | Sølv | Bronze | Total |
| --------- | -------------------- | ---- | ---- | ------ | ----- |
| 1         | Tyskland (GER)       | 33   | 26   | 30     | 89    |
| 2         | USA (USA)            | 24   | 20   | 12     | 56    |
| 3         | Ungarn (HUN)         | 10   | 1    | 5      | 16    |
| 4         | Italien (ITA)        | 8    | 9    | 5      | 22    |
| 5         | Finland (FIN)        | 7    | 6    | 6      | 19    |
| 6         | Frankrig (FRA)       | 7    | 6    | 6      | 19    |
| 7         | Sverige (SWE)        | 6    | 5    | 9      | 20    |
| 8         | Japan (JPN)          | 6    | 4    | 8      | 18    |
| 9         | Holland (NED)        | 6    | 4    | 7      | 17    |
| 10        | Storbritannien (GBR) | 4    | 7    | 3      | 14    |

## Danske deltagere
- 123 mænd
- 15 kvinder

Danske medaljer i Berlin 1936
- 0 guld, 2 sølv og 3 bronze.

| Medalje | Navn                             | Sport    | Disciplin               |
| ------- | -------------------------------- | -------- | ----------------------- |
| Sølv    | Peter Richard Olsen Harry Larsen | Roning   | Toer uden styrmand      |
| Sølv    | Ragnhild Hveger                  | Svømning | 400 meter fri           |
| Bronze  | Gerhard Pedersen                 | Boksning | Weltervægt              |
| Bronze  | Hans Lunding Jason               | Ridning  | Military                |
| Bronze  | Inge Sørensen                    | Svømning | 200 meter brystsvømning |

## Idrætsbegivenhederne

### Boksning
Bokseturneringen satte rekord med 251 tilmeldte fra 38 nationer. Tyskland blev bedste nation med 5 medaljer (to guld, to sølv og en bronze). Turneringen blev en skuffelse for USA, der alene vandt to medaljer (en sølv og en bronze). Danmark vandt en enkelt bronzemedalje ved Gerhard Pedersen.